# Giambattista Bassi
Giambattista Bassi (Massa Lombarda, 20 febbraio 1784 – Roma, 5 luglio 1852) è stato un pittore italiano.

## Biografia

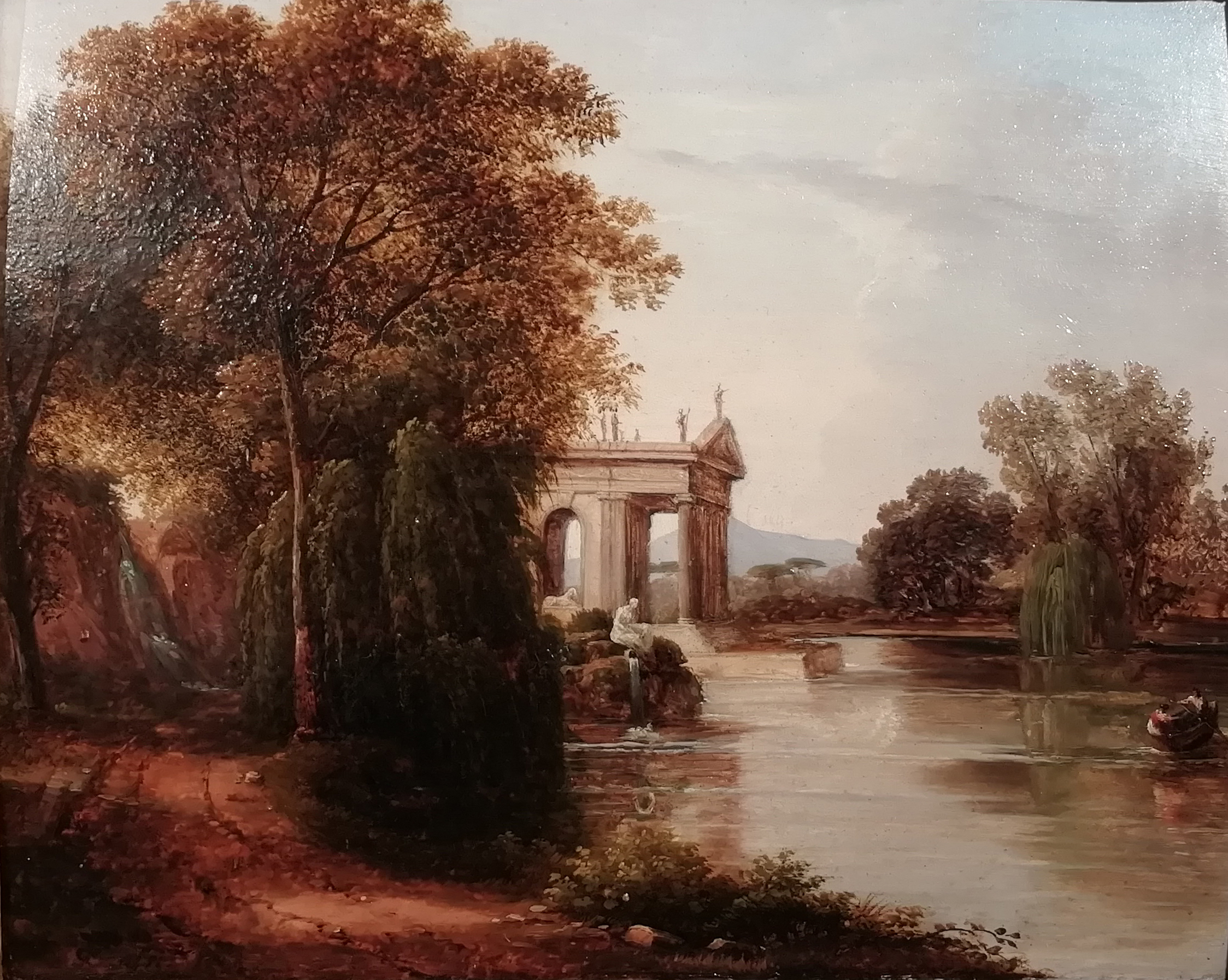
Veduta del Tempio di Esculapio nel lago di Villa Borghese a Roma (1823).

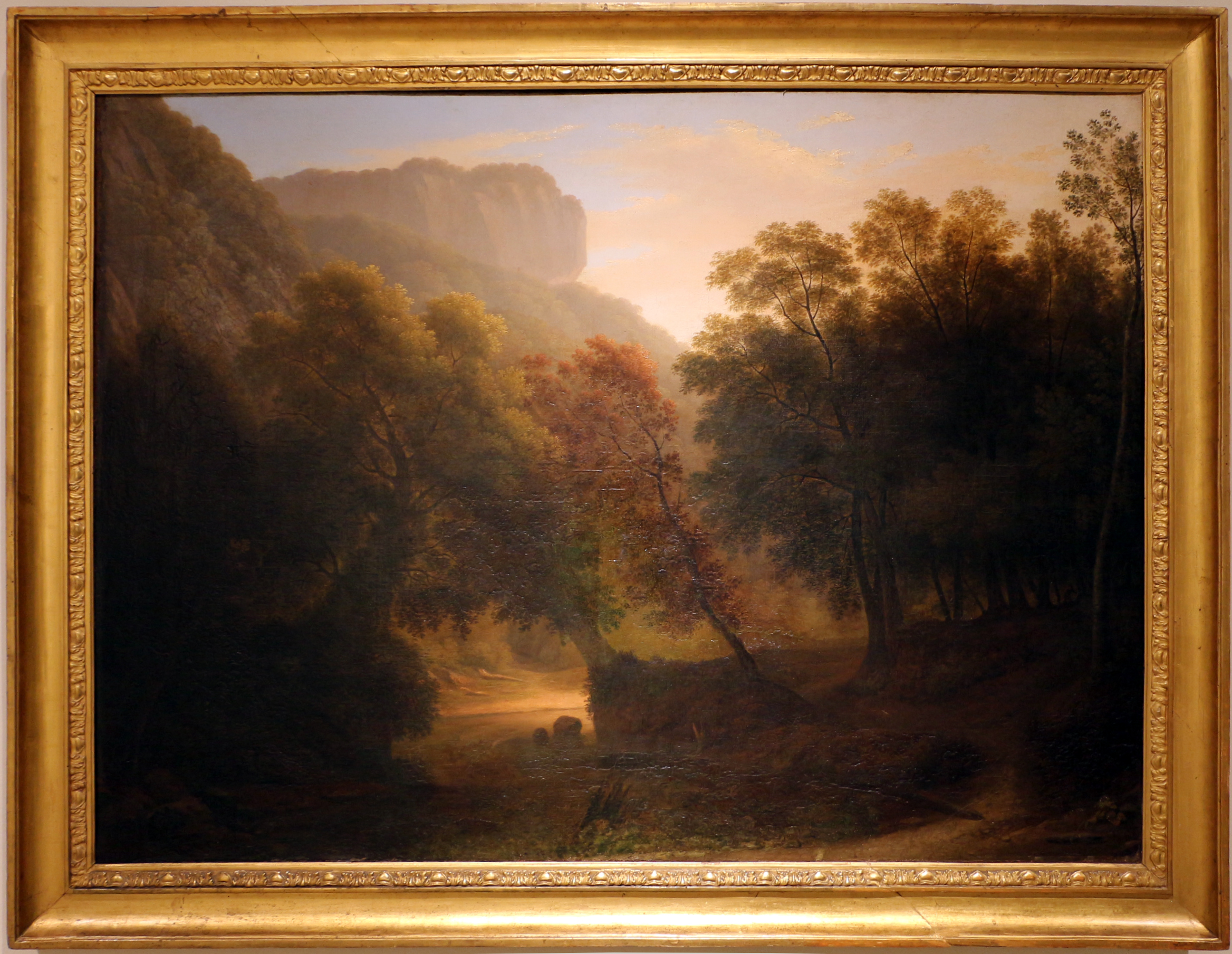
Il bosco di papigno (1850).

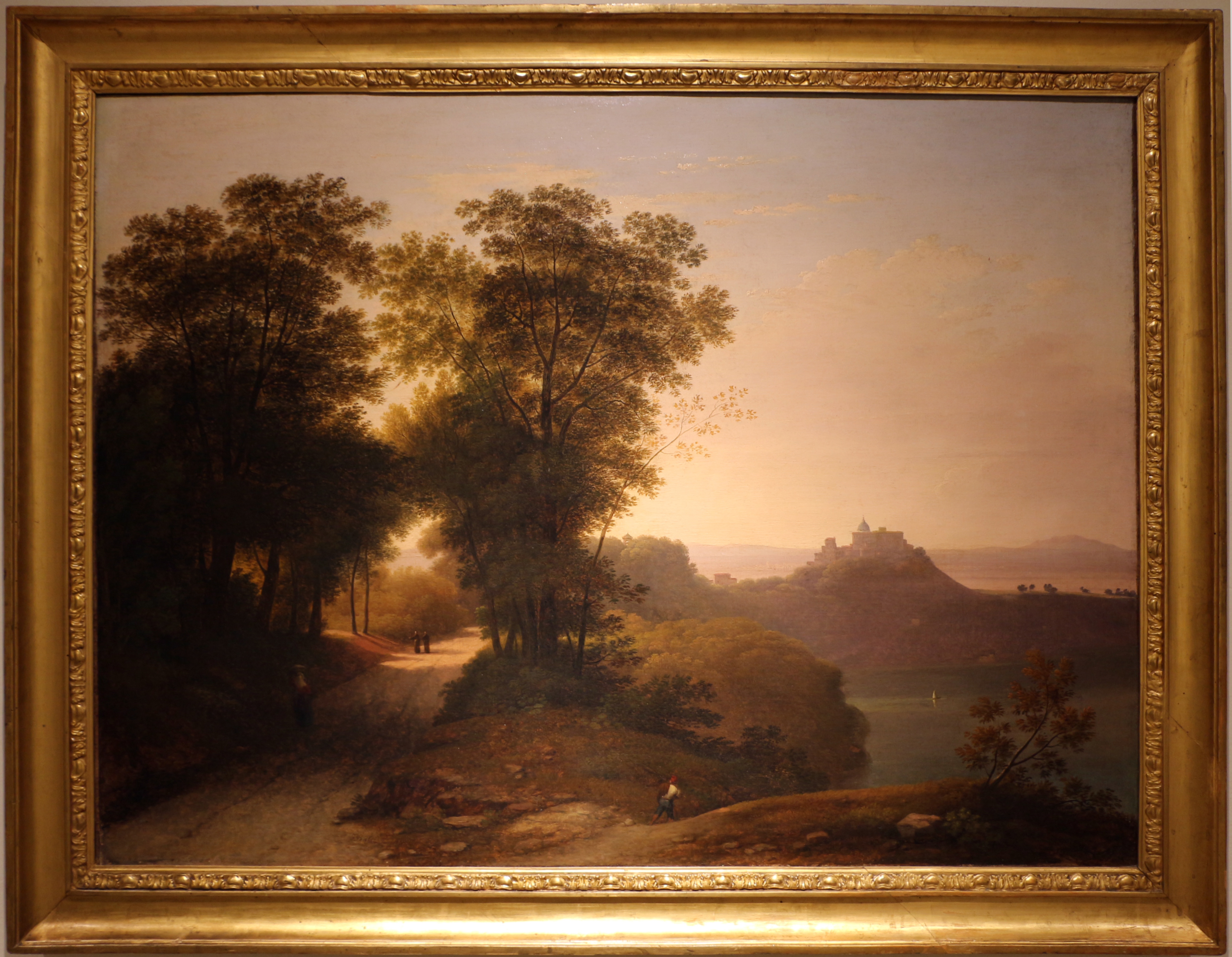
Castel Gandolfo (1851).

Nacque da Francesco e Rosa Barbieri.
Studiò all'Accademia di Belle Arti di Bologna, dove fu allievo di Vincenzo Martinelli. Si diplomò nel 1807. Con il quadro Il paese vinse un sussidio triennale a Roma che gli consentì di continuare gli studi (2 agosto 1810).
Il trasferimento nella città eterna gli aprì le porte al successo artistico. Strinse amicizia con lo scrittore Pietro Giordani che lo sostenne e lo introdusse negli ambienti dell'alta borghesia e dell'aristocrazia romane. Nel 1811 visitò Napoli: realizzò due quadri su commissione di Gioacchino Murat.
Tornato a Roma, allestì il suo atelier in Via di Ripetta. Visse a Roma fino alla morte. Si distinse come apprezzato paesaggista e fu prediletto dalla nobiltà cittadina e anche da numerosi collezionisti stranieri. Visse i migliori anni della sua produzione artistica dal 1816 al 1826. Ricevette commissioni da Elisabetta Hervey, Duchessa di Devonshire, da Ferdinando I delle Due Sicilie, il principe Enrico di Prussia, il conte Esterhazy e Lady Bentinck. Grazie al successo ottenuto ha ripetuto alcuni dipinti più volte, come ad esempio La Grotta di Posillipo. Fu definito ai suoi tempi “maestro del verismo”. Ebbe come allievo prediletto Basilio Magni.
Le sue opere si diffusero in tutta Europa: dall'Inghilterra alla Prussia, dai Paesi Bassi alla Spagna, da Monaco di Baviera a Vienna.
Nel 1839 fu insignito del titolo di accademico di merito a Ravenna.

Nel 1849 realizzò sei vedute di Roma: fu il primo a ritrarre la città dopo l'assedio dell'armata francese. Le opere uniscono al valore artistico anche un indubbio valore documentario.
Negli ultimi anni della sua vita, Bassi cadde in povertà. Trascorse i suoi ultimi anni nell'oblio, pur continuando a dipingere fino agli ultimi giorni. Morì a Roma il 5 luglio 1852. Le sue spoglie riposano nella Chiesa di Sant'Andrea del Vignola (quartiere Flaminio).
Molte sue opere sono conservate in collezioni europee e americane.
La sua arte risente ampiamente della formazione ricevuta nella sua terra d'origine. Inoltre, durante gli anni bolognesi poté apprendere la tradizione paesaggistica locale. Bassi continuò tale scuola trasmettendola nella sua epoca.

## Opere rappresentative
- Al Museo Thorvaldsen di Copenaghen:
  - Foresta presso un corso d'acqua (1816);
  - Viottolo tra case e muro di cinta (1820);
  - Rovine al Palatino e Sentiero nel bosco (1824).
- All'Accademia di Belle Arti di Ravenna:
  - Castel Gandolfo (1851);
  - Rocce;
  - Il bosco di Papigno.
- Alla Pinacoteca di Brera: Veduta della Valle dell'Aniene
- Alla Galleria nazionale d'arte moderna di Roma: Villa Pamphilj e la Salita di Ariccia.
- Al Museo Ottocento Bologna: Veduta del Tempio di Esculapio nel lago di Villa Borghese a Roma.

## Intitolazioni
- Una via di Massa Lombarda, suo paese natale, è intitolata a Giambattista Bassi.